# Liste der Kulturgüter in Tegerfelden
Die Liste der Kulturgüter in Tegerfelden enthält alle Objekte in der Gemeinde Tegerfelden im Kanton Aargau, die gemäss der Haager Konvention zum Schutz von Kulturgut bei bewaffneten Konflikten, dem Bundesgesetz vom 20. Juni 2014 über den Schutz der Kulturgüter bei bewaffneten Konflikten sowie der Verordnung vom 29. Oktober 2014 über den Schutz der Kulturgüter bei bewaffneten Konflikten unter Schutz stehen.
Objekte der Kategorien A und B sind vollständig in der Liste enthalten, Objekte der Kategorie C fehlen zurzeit (Stand: 1. Januar 2023). Unter übrige Baudenkmäler sind weitere geschützte Objekte zu finden, die in der Bau- und Nutzungsordnung der Gemeinde verzeichnet und nicht bereits in der Liste der Kulturgüter enthalten sind.

## Kulturgüter
| Foto |                                                                                          | Objekt                                                             | Kat. | Typ | Standort                                  | Beschreibung |
| ---- | ---------------------------------------------------------------------------------------- | ------------------------------------------------------------------ | ---- | --- | ----------------------------------------- | ------------ |
| ja   | Datei hochladen · Wikidata zu Sogenanntes Gerichtshaus (ehemaliger Meierhof) (Q19362390) | Sogenanntes Gerichtshaus (ehemaliger Meierhof) KGS-Nr.: 00261      | A    | G   | Alte Zurzacherstrasse 7 663778 / 268323   |              |
| ja   | Datei hochladen · Wikidata zu Ruine Tegerfelden (Q2175459)                               | Alt Schloss Tegerfelden, mittelalterliche Burgruine KGS-Nr.: 00260 | B    | F   | nahe Würenlingerstrasse 663136 / 268143   |              |
| BW   | Datei hochladen · Wikidata zu Speicher (Q29580859)                                       | Speicher KGS-Nr.: 15818                                            | B    | G   | Alte Döttingerstrasse 8.1 663718 / 268297 |              |
| BW   | Datei hochladen · Wikidata zu Sebastianskapelle (Q29580856)                              | Sebastianskapelle KGS-Nr.: 15819                                   | B    | G   | Trottengasse 1.1 663842 / 268035          |              |
| BW   | Datei hochladen · Wikidata zu Chloorentrotte (Q29580853)                                 | Chloorentrotte KGS-Nr.: 15820                                      | B    | G   | Dorfstrasse 37.1 663928 / 268020          |              |
| ja   | Datei hochladen · Wikidata zu Surbbrücke (Q29580860)                                     | Surbbrücke KGS-Nr.: 15821                                          | B    | G   | Steig/Staltig 663695 / 268033             |              |
| BW   | Datei hochladen · Wikidata zu Wisstrotte (Q29580862)                                     | Wisstrotte KGS-Nr.: 15822                                          | B    | G   | Oberfeld 7.1 664208 / 267787              |              |

## Übrige Baudenkmäler
| ID    | Foto |                 | Objekt                         | Typ | Standort                              | Beschreibung |
| ----- | ---- | --------------- | ------------------------------ | --- | ------------------------------------- | ------------ |
| 4.2.7 | ja   | Datei hochladen | Fussgängerbrücke über die Surb | G   | Ausserdorf 663963 / 267610            |              |
| 4.2.8 | BW   | Datei hochladen | Gemauertes Bachwehr            | G   | Hofwiese, in der Surb 664032 / 267469 |              |

Legende: Siehe Legende der Liste der Kulturgüter von nationaler und regionaler Bedeutung. Anstelle der KGS-Nummer wird als Objekt-Identifikator (ID) die Inventar- oder Gebäudenummer in der Bau- und Nutzungsordnung der Gemeinde verwendet.